# Bancells
Antoni Bancells Pujadas (auch Toni Bancells Pujadas) (* 1949 in Barcelona; † vor oder am 12. Januar 2021), in den Comics nur Bancells, war ein spanischer Disney-Comiczeichner. Er lebte und arbeitete in Dänemark.

## Leben
Bancells begann seine Karriere an der Seite von Francisco Ibáñez in Mortadelo y Filemón. Von 1977 bis 2010 zeichnete er Disney-Comics für den dänischen Verlag Egmont (deutscher Ableger Egmont Ehapa Verlag). Anfangs nur Micky Maus, im ganz typischen Stil von Tello und Paul Murry, später ab den 1990er Jahren widmete er sich auch den Duck-Geschichten. Auch in den letzten Jahren war Bancells häufig im Lustigen Taschenbuch vertreten. Sein letzter Comic erschien 2012.

## Donald-Duck-Geschichten (Auswahl)
- 1979: Der Weckdienst (Night-Watchman), dt. 1979
- 1982: Die Verschwiegenheit in Person (The Treasure Divers), dt. 1982
- 1986: Die Rattelsnake-Bande (Butch Flanagan And The Cowhide Kid), dt. 1986
- 1990: Die Verwandlung der Kaltfußindianer (De Kolde Fødders land), dt. 1990
- 1994: Krieg der Sternenkönige (Paperino, Reginella e il terribile vampirione), dt. 1997
- 1997: Die glorreiche Gänse-Garde (The Gooseherd), dt. 1997
- 2001: Zu viele billige Krimis... (Too Many Cheap Detective Novels), dt. 2001
- 2004: Der goldene Asteroid (All That Glitters), dt. 2004
- 2007: Einfach zu perfekt (The Talented Mr. Duck), dt. 2007
- 2010: Wie im richtigen Leben (Real Life Strife), dt. 2011